# Zdeněk Stránský (politik)
Zdeněk Stránský (* 13. června 1944) byl český politik, po sametové revoluci československý poslanec Sněmovny lidu Federálního shromáždění za ČSSD.

## Biografie
Ve volbách roku 1992 byl zvolen za ČSSD do Sněmovny lidu (volební obvod Jihomoravský kraj). Ve Federálním shromáždění setrval do zániku Československa v prosinci 1992.
V senátních volbách roku 1996 kandidoval do horní komory českého parlamentu za senátní obvod č. 55 - Brno-město, coby kandidát ČSSD. Získal ale jen 18 % hlasů a nepostoupil do 2. kola volby. Profesí se tehdy uvádí jako náměstek.